# Bis(benzeno)cromo
Bis(benzeno)cromo é o composto organometálico com a fórmula Cr(η6-C6H6)2. É algumas vezes chamado dibenzenocromo. O composto desempenhou um papel importante no desenvolvimento dos compostos sanduíche na química organometálica é o prototípico complexo contendo dois arenos ligantes.

## Preparação
A substância é reativa ao ar, razão pela qual sua síntese requer processos em atmosfera inerte. Foi preparada pela primeira vez por Hafner e Fischer por meio da reação entre cloreto de cromo(III), alumínio e benzeno, na presença de cloreto de alumínio. O método, que ficou então conhecido como Método Redutivo de Friedel-Crafts, foi estudado por E. O. Fischer e seus estudantes. O produto obtido por meio das seguintes reações ideais foi então reduzido ao complexo neutro.
CrCl3 + 2/3Al + AlCl3 + 2C6H6 → [Cr(C6H6)2]AlCl4 + 2/3 AlCl3
[Cr(C6H6)2]AlCl4 + 1/2Na2S2O4 → [Cr(C6H6)2] + NaAlCl4 + SO2

## Reações
O composto possui uso em sínteses químicas e reage com ácidos carboxílicos para formar carboxilatos, como acetato de cromo(II), que possui uma estrutura particularmente interessante. 